# Mythimna obsoleta
Mythimna obsoleta es una polilla de la familia Noctuidae. Se encuentra en Europa, desde el sur de Fennoscandia a España, Italia y los Balcanes, Rusia, el Cáucaso, Kazajistán, Kyrgyzia, el sur de Siberia, Turquía, los Urales, Mongolia, el Lejano Oriente ruso, la península de Corea, China y Japón (Hokkaido y Honshu).
La envergadura es de 36 a 40 mm. La polilla vuela de mayo a julio dependiendo de la ubicación.
Las larvas se alimentan de Phragmites australis.